# Streetwalkers
Streetwalkers byla britská rocková skupina, založená v roce 1973 dvěma dřívějšími členy skupiny Family: zpěvákem Rogerem Chapmanem a kytaristou Johnem "Charlie" Whitneyem. Ve skupině hrál i současný bubeník heavy metalové skupiny Iron Maiden Nicko McBrain.